# Campionati mondiali di pattinaggio di velocità - Distanza singola
I Campionati mondiali di pattinaggio di velocità su distanza singola sono una competizione sportiva a cadenza annuale organizzata dall'International Skating Union (ISU) in cui si assegnato i titoli di tutte le distanze del pattinaggio di velocità (500 m, 1500 m, 3000 m e 5000 m per le donne; 500 m, 1500 m, 5000 m e 10.000 m per gli uomini, oltre alle mass start). I Campionati non si svolgono negli anni coincidenti con i Giochi olimpici invernali.

## Edizioni
| Anno | Città          | Nazione       |
| ---- | -------------- | ------------- |
| 1996 | Hamar          | Norvegia      |
| 1997 | Varsavia       | Polonia       |
| 1998 | Calgary        | Canada        |
| 1999 | Heerenveen     | Paesi Bassi   |
| 2000 | Nagano         | Giappone      |
| 2001 | Salt Lake City | Stati Uniti   |
| 2003 | Berlino        | Germania      |
| 2004 | Seul           | Corea del Sud |
| 2005 | Inzell         | Germania      |
| 2007 | Salt Lake City | Stati Uniti   |
| 2008 | Nagano         | Giappone      |
| 2009 | Vancouver      | Canada        |
| 2011 | Inzell         | Germania      |
| 2012 | Heerenveen     | Paesi Bassi   |
| 2013 | Soči           | Russia        |
| 2015 | Heerenveen     | Paesi Bassi   |
| 2016 | Kolomna        | Russia        |
| 2017 | Gangneung      | Corea del Sud |
| 2019 | Inzell         | Germania      |
| 2020 | Salt Lake City | Stati Uniti   |
| 2021 | Heerenveen     | Paesi Bassi   |
| 2023 | Heerenveen     | Paesi Bassi   |
| 2024 | Calgary        | Canada        |
| 2025 | Hamar          | Norvegia      |

## Medagliere storico
Aggiornato all'edizione 2025.
| Posiz. | Nazione                | Oro | Argento | Bronzo | Totale |
| ------ | ---------------------- | --- | ------- | ------ | ------ |
| 1      | Paesi Bassi            | 120 | 104     | 79     | 303    |
| 2      | Germania               | 36  | 33      | 27     | 96     |
| 3      | Canada                 | 31  | 42      | 43     | 116    |
| 4      | Stati Uniti            | 29  | 18      | 30     | 77     |
| 5      | Rep. Ceca              | 16  | 7       | 6      | 29     |
| 6      | Giappone               | 15  | 19      | 24     | 58     |
| 7      | Norvegia               | 13  | 17      | 15     | 45     |
| 8      | Russia                 | 13  | 16      | 28     | 57     |
| 9      | Corea del Sud          | 10  | 13      | 8      | 31     |
| 10     | Italia                 | 6   | 9       | 4      | 19     |
| 11     | Cina                   | 4   | 12      | 7      | 23     |
| 12     | Belgio                 | 2   | 2       | 4      | 8      |
| 13     | Austria                | 2   | 2       | 2      | 6      |
| 14     | Svezia                 | 2   | 1       | 0      | 3      |
| 15     | Fed. Russa Pattinaggio | 1   | 3       | 7      | 11     |
| 16     | Kazakistan             | 1   | 0       | 1      | 2      |
| 17     | Polonia                | 0   | 2       | 7      | 9      |
| 18     | Francia                | 0   | 1       | 2      | 3      |
| 19     | Bielorussia            | 0   | 1       | 1      | 2      |
| 19     | Nuova Zelanda          | 0   | 1       | 1      | 2      |
| 21     | Finlandia              | 0   | 0       | 2      | 2      |
| 22     | Gran Bretagna          | 0   | 0       | 1      | 1      |
| 22     | Svizzera               | 0   | 0       | 1      | 1      |
| Totale | Totale                 | 284 | 287     | 283    | 854    |